# Tazarine (kommun i Zagora)
Tazarine (franska: Tazarine (CR), Tazarine (Commune Rurale), arabiska: تانسيفت) är en kommun i Marocko.   Den ligger i provinsen Zagora och regionen Drâa-Tafilalet, i den östra delen av landet, 400 km söder om huvudstaden Rabat. Antalet invånare är 13 721.